# Atya crassa
Atya crassa е вид десетоного от семейство Atyidae. Видът не е застрашен от изчезване.

## Разпространение и местообитание
Разпространен е в Еквадор, Колумбия, Мексико (Гереро, Мичоакан, Наярит, Оахака, Синалоа и Халиско), Никарагуа, Панама и Салвадор.
Обитава сладководни басейни, реки и потоци.